# Pujawati Utama
Pujawati Utama (ur. 4 czerwca 1960, zm. 2 stycznia 2012) – indonezyjska judoczka. Olimpijka z Barcelony 1992, gdzie zajęła trzynaste miejsce w wadze półciężkiej.
Brązowa medalistka igrzysk azjatyckich w 1990 roku.

## Letnie Igrzyska Olimpijskie 1992
| Konkurencja | Eliminacje          | Repasaże            | Klas. końcowa |
| Konkurencja | Przeciwnik I        | Przeciwnik I        | Miejsce       |
| ----------- | ------------------- | ------------------- | ------------- |
| 72 kg       | Kim Mi-jung (KOR) P | Alison Webb (CAN) P | 13.           |